# Anba Michael
Anba Michael, geboren als Michael Samy Salama El Baramoussy (* 6. August 1942, Kalubeya, Ägypten; † 5. August 2023 in Waldsolms-Kröffelbach) war ein ägyptischer Geistlicher und Bischof der koptisch-orthodoxen Kirche in Süddeutschland sowie damit einer der zwei höchsten Repräsentanten des koptisch-orthodoxen Patriarchen in Deutschland.

## Leben
Mit seiner Weihe zum Bischof durch Papst Tawadros II. im Juni 2013 war er Seelsorger und Ansprechpartner für Kopten in Hessen, Rheinland-Pfalz, Bayern, Baden-Württemberg und zum Teil in Nordrhein-Westfalen. Die 26 koptisch-orthodoxen Gemeinden wurden in zwei koptische Eparchien aufgeteilt. Sein Amtssitz war das Koptisch-orthodoxe Kloster des Heiligen Antonius in Waldsolms-Kröffelbach. Die Inthronisation in Kröffelbach fand im Juni 2013 statt. Bei der Zeremonie waren zwölf Bischöfe der koptischen Kirche dabei, die teilweise eigens aus Ägypten oder auch dem Sudan anreisten. Abtbischof Michael El Baramousy leitete seit mehr als 30 Jahren das Kloster des Heiligen Antonius.
Im Dezember 2014 vereinbarte er mit Dietmar Giebelmann, dem Generalvikar des Bistums Mainz, den Ankauf des Gemeindezentrums Heilig Geist in Mainz-Mombach.